# Konståret 1973

## Priser och utmärkelser
- Prins Eugen-medaljen tilldelas Stellan Mörner, målare, Alf Lindberg, målare, Asmund Arle, skulptör, Viola Gråsten, textilkonstnär, Jörn Utzon, dansk arkitekt, och Rolf Nesch, norsk grafiker.

## Händelser
- Sveriges Konstföreningars Riksförbund bildas.
- Galerie Nordenhake grundades i Malmö.
- Arvika Konsthall startar sin verksamhet i en tidigare bankfastighet.

## Verk
- Barbara Hepworth – Conversation with Magic Stones.

## Utställningar
- Christopher Williams hundraårsutställning i Cardiff, Maesteg och Swansea.

## Födda
- 27 mars - Kim Hiorthøy, norsk tecknare, illustratör, fotograf och musiker.
- 4 april - Fia-Stina Sandlund, svensk konstnär och radioproducent.
- 30 juli - Max Magnus Norman, svensk konstnär, målare, och skulptör.
- 19 augusti - David Wiberg, svensk konstnär, illustratör och skådespelare.
- 7 september - Patricia Fiorent, svensk konstnär, modell och författare.
- 27 september - Kristoffer Zetterstrand, svensk bildkonstnär.
- 2 november - Diana Šapokaitė, litauisk-svensk konstnär.
- 27 december - Dee Ferris, brittisk konstnär.
- okänt datum -  Anders Krisár, svensk konstnär och fotograf.
- okänt datum -  Christian Andersson, svensk konstnär.
- okänt datum -  Ida Björs, svensk konstnär och illustratör.
- okänt datum -  Johanna Billing, svensk videokonstnär och konsertarrangör.
- okänt datum -  Paola Bruna, svensk konstnär och sångerska.
- okänt datum -  David Liljemark, svensk serieskapare, skämttecknare, barnboksillustratör och författare.
- okänt datum -  Kristina Forsberg, svensk konstnär, grafiker och tecknare.
- okänt datum -  Kajsa Dahlberg, svensk konstnär.
- okänt datum -  Anders Wollin, konstnär, grafiker och tecknare.
- okänt datum -  Fredrik Mattson, svensk möbelformgivare,
- okänt datum -  Michael Gullbrandson, svensk illustratör.

## Avlidna
- 16 februari - Cicely M. Barker (född 1895), brittisk poet och illustratör.
- 8 april - Pablo Picasso (född 1881), spansk-fransk konstnär.
- 1 maj - Asger Jorn (född 1914), dansk konstnär.
- 16 maj - Albert Paris Gütersloh (född 1887), österrikisk konstnär.
- 20 juli - Robert Smithson (född 1938), amerikansk konstnär.
- Alexander Roos (född 1895), svensk konstnär, målare.
- Märtha Gahn (född 1891), svensk textilkonstnär.